# Estafa de AC Inversions
El caso de la estafa de AC Inversions, descubierto el 3 de marzo de 2016, es un escándalo económico y un caso de estafa de tipo piramidal que se ha llevado a cabo en Chile, y que ha afectado a más de 5000 personas, por un total estimado en más de CL$ 60 000 millones.

## Orígenes
AC Inversions es una empresa chilena que operó desde 2012, y se describía como líder en servicios financieros, tales como administración e inversión de cuentas, capitales y fondos de particulares, a través del mercado de cambio de divisas o foreing exchange (ForEx o FX), La misma prometía retornos de inversión sumamente altos y a todo riesgo, de entre 2,5 % y 7,5 % mensual, captando numerosos clientes que aportaban ingentes cantidades de dinero, lo que permitía la continuación de la estafa, ya que con el aporte de los nuevos inversionistas se pagaba a los antiguos, tanto las ganancias prometidas, como los retiros solicitados. De esta manera se habría configurado en una estafa de tipo piramidal.

## Involucrados
La empresa AC Inversions era manejada por Patricio Santos, Rodolfo Dubo y Camilo Cruz, a quienes la Fiscalía chilena acusa de los delitos de estafa reiterada, lavado de dinero e infracción a la Ley de Bancos.

## Acusaciones
En torno a este caso se ha desatado cierta polémica ya que algunas víctimas han señalado que la Brigada de Delitos Económicos de la PDI ha debido intervenir antes, ya que fueron advertidos de que había una estafa en proceso. También el abogado Rodrigo Logan, uno de los querellantes del caso contra AC Inversions, ha señalado a los directores de la Unidad de Análisis Financiero (UAF) como presuntos responsables por omisión, ya que estos habrían recibido al menos 4 reportes de la empresa BFX, uno de los brokers con los que trabajaba AC.
También el fiscal jefe de la Unidad de Delitos de Alta Complejidad Oriente del Ministerio Público, Carlos Gajardo, ha señalado que va a ser sumamente difícil recuperar el dinero perdido y solicitado ahora mediante querellas por las víctimas de la estafa, ya que los imputados no han querido declarar nada al respecto, aduciendo que todo el dinero lo perdieron por malas decisiones financieras.